# Alex Gonzalez
Alex Gonzalez (eigentlich: Alexandre Gonzalez; * 16. März 1951 in Decazeville) ist ein ehemaliger französischer Mittel- und Langstreckenläufer.
Bei den Crosslauf-Weltmeisterschaften 1976 in Chepstow belegte er den 57. Platz und gewann mit der französischen Mannschaft Bronze. 1978 kam er bei den Crosslauf-Weltmeisterschaften in Glasgow auf den 32. Platz und holte mit der Mannschaft Gold. 1980 erreichte er bei den Olympischen Spielen in Moskau über 1500 Meter das Halbfinale.
Bei den Halleneuropameisterschaften 1981 in Grenoble siegte er über 3000 Meter. Da das Rennen versehentlich eine Runde zu früh beendet wurde, betrug die tatsächliche Distanz 2860 Meter. Bei den Europameisterschaften 1982 in Athen und bei den Olympischen Spielen 1984 in Los Angeles schied er über 1500 Meter im Vorlauf aus.
1985 wurde er beim Europacup-Marathon Sechster. Im Jahr darauf wurde er Dritter beim Paris-Marathon und Elfter beim Marathon der Europameisterschaften in Stuttgart, und 1987 kam er beim IAAF-Weltcup-Marathon auf den 31. Platz. 1988 wurde er Fünfter beim Europacup-Marathon und lief beim Marathon der Olympischen Spiele in Seoul auf Rang 37 ein. 1989 belegte er beim IAAF-Weltcup-Marathon den 22. Platz.
Dreimal wurde er französischer Meister über 1500 Meter (1979, 1981, 1982) und einmal im Crosslauf (1981). In der Halle holte er 1977 und 1981 den nationalen Titel über 3000 Meter.

## Persönliche Bestzeiten
- 800 m: 1:47,0 min, 29. Juli 1981, Saint-Maur-des-Fossés
- 1000 m: 2:17,58 min, 23. August 1981, Nizza
- 1500 m: 3:35,07 min, 4. September 1979, Brüssel
- 1 Meile: 3:52,78 min, 14. Juli 1981, Lausanne (ehemaliger französischer Rekord)
- 2000 m: 4:59,59 min, 5. Juni 1982, Bordeaux
- 3000 m: 7:53,29 min, 30. Juni 1983, Lausanne
- 5000 m: 13:27,57 min, 24. Juni 1981, Paris
- Marathon: 2:12:52 h, 30. April 1988, Huy
- 3000 m Hindernis: 8:35,2 min, 4. September 1977, Budapest